# سن پول سور مر
شهر سن پول سور مر (به فرانسوی: Saint-Pol-sur-Mer) در شهرستان نور (فرانسه) در ناحیه شمال کاله با جمعیت ۲۲٬۱۰۰ نفر در کشور فرانسه واقع شده است

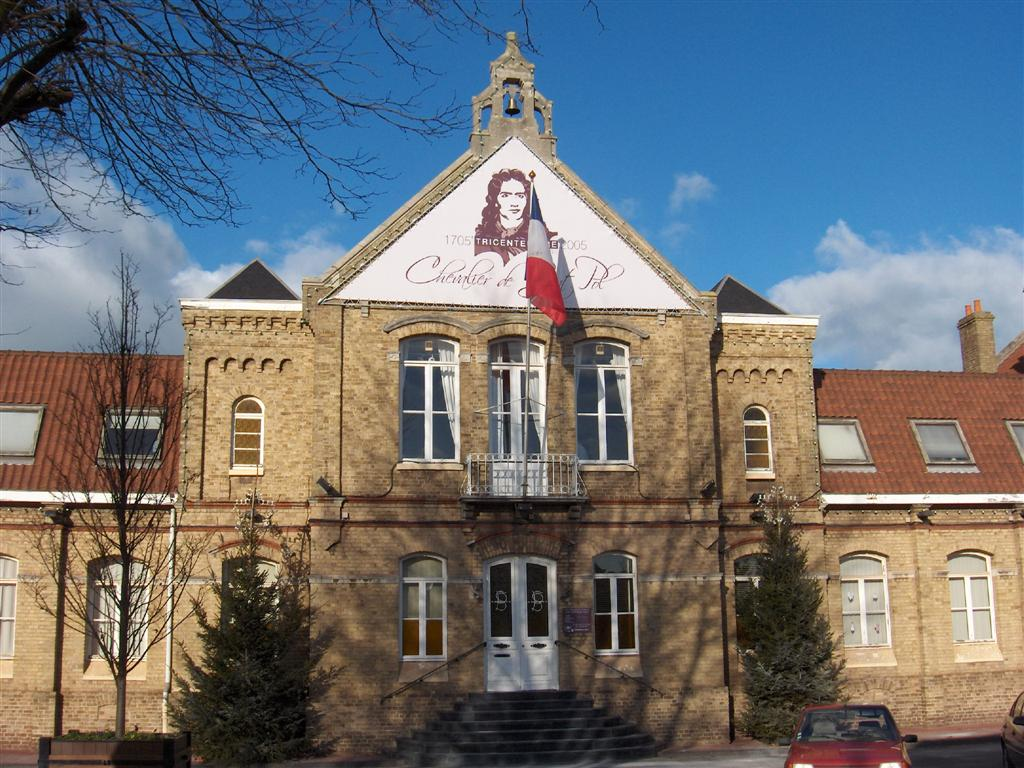
کلیسا سابق شهر سن پول سور مر